# Goat Paddock (krater)
Goat Paddock – krater uderzeniowy w Australii Zachodniej. Skały tego krateru są widoczne na powierzchni ziemi.
Krater ma średnicę 5,1 km, powstał nie dawniej niż 50 milionów lat temu (eocen), w skałach osadowych. Jest zerodowany, w terenie widoczny jako płaski, kolisty obszar w bezleśnym krajobrazie wyżyny Kimberley; jest pozbawiony wzniesienia centralnego. Obrzeże krateru jest strome, rozcinają je głębokie doliny potoków, ujawniające strukturę geologiczną tego obszaru. Występują stożki zderzeniowe, z obszaru krateru wydobyto brekcję i skały stopione wskutek impaktu.